# Giovanni Battista Rubini

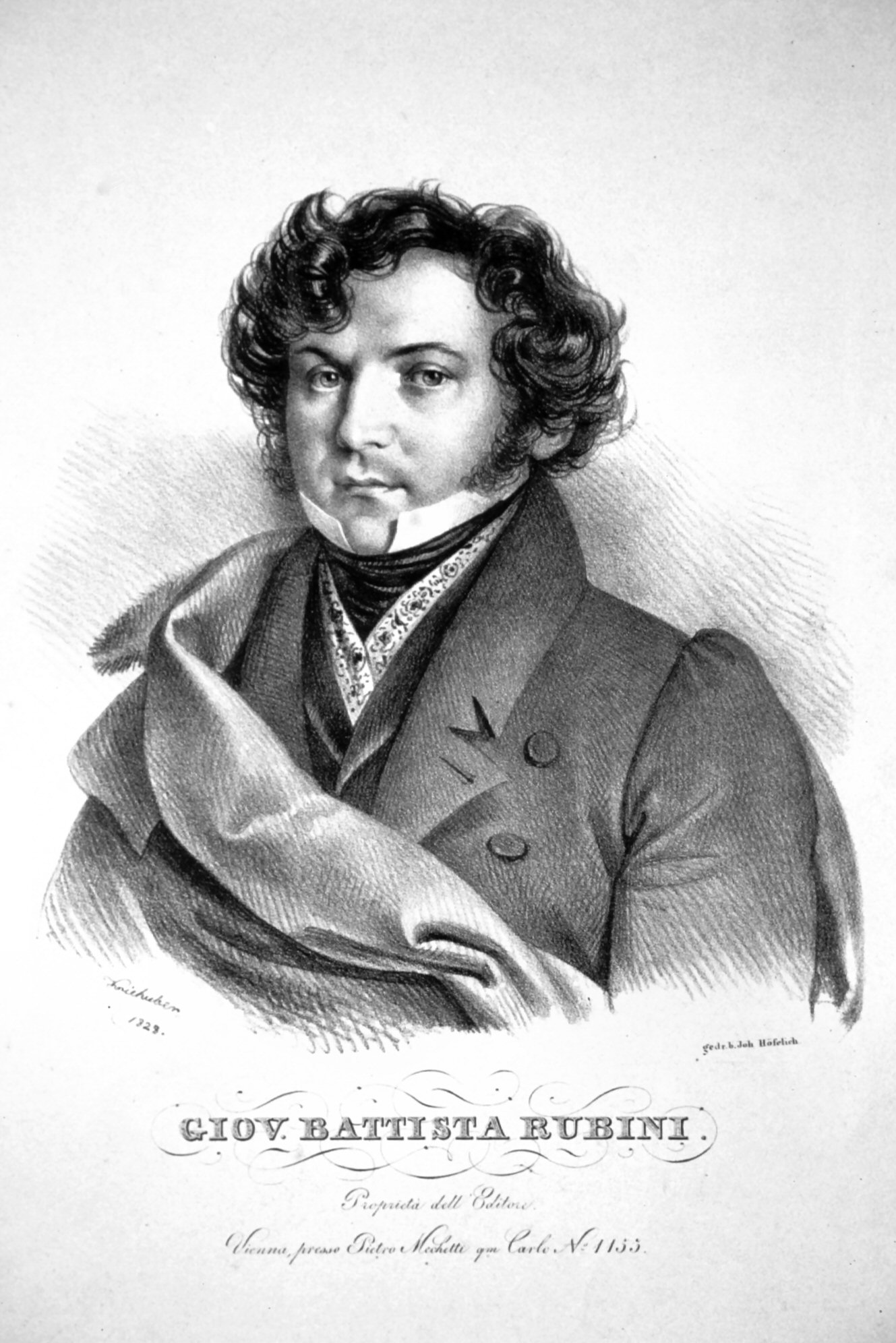
Giovanni Battista Rubini Lithographie von Josef Kriehuber, 1828

Giovanni Battista Defendente Rubini (* 27. April 1795 in Romano di Lombardia; † 2. März 1854 ebenda) war ein italienischer Opernsänger (Tenor).

## Leben
Rubini stammt aus einer einfachen, aber musikalischen Familie. Im Familienkreis erlernte er als Kind das Geigenspiel und Gesang. Seine Künstlerlaufbahn begann als Chorist und Geiger am Teatro Riccardo (heute Teatro Donizetti) in Bergamo und er trat dann auf verschiedenen Bühnen Italiens in untergeordneten Rollen auf. 1816 wurde er in Neapel von dem berühmten Opernimpresario Domenico Barbaja engagiert, der für die enormen Erfolge von Gioachino Rossini, Gaetano Donizetti und Vincenzo Bellini verantwortlich war. Rubini trug zu diesen Erfolgen in Neapel, Mailand und Wien bis 1831 ganz wesentlich bei. Später sang er abwechselnd in Paris (Herbst und Winter) und London (Frühjahr). 1821 heiratete er die französische Sängerin Adelaide Chomel (1796–1874), die sich später Comelli nannte. Seit 1843, nachdem er mit Franz Liszt eine Konzertreise durch Deutschland und Holland gemacht hatte, sang er auch mit großem Erfolg in St. Petersburg. Zar Nikolaus I. ernannte ihn zum Generalgesangsdirektor. Bald musste er jedoch Russland wegen des Klimas, das seine Stimme schädigte, verlassen. In seiner Heimatstadt erwarb er einen ausgedehnten Besitz sowie den Herzogstitel und ließ einen schlossartigen Ruhesitz erbauen. In diesem befindet sich heute eine Gedenkstätte für Rubini. Zum Zeitpunkt seines Todes hinterließ er das enorme Vermögen von 3, 5 Millionen Franken.

## Künstlerische Persönlichkeit
Rubini war zu seiner Zeit ebenso berühmt wie Enrico Caruso in späterer Zeit. Zu Anfang des 19. Jahrhunderts traten die Kastraten endgültig von der Opernbühne ab und ein neuer tenoraler Gesangsstil, von Rubini geprägt, beherrschte die Opernwelt. Dank seines enormen Tonumfangs stieß Rubini in den Bereich der Kontra-Altisten vor, wobei seinen Gesang eine Weichheit und Süße aufwies, die bisher noch nie gehört worden war. Er feierte in Rossinis La Cenerentola, Otello und La donna del lago Triumphe. Eine besondere künstlerische Beziehung verband ihn mit Vincenzo Bellini, der die Tenorrollen von Bianca e Fernando, I Puritani, Il pirata und La sonnambula den Möglichkeiten Rubinis anpasste. Sein hoher Tenor (tenorino) und seine Leichtigkeit in den höchsten Registern führten zu Rollen, die heute nur schwer zu besetzen sind. Er prägte den frühen Belcantostil, der eine Mischung von Brustresonanz und einem starken Falsett aufwies, ein Gesangsstil, der heute verpönt ist, in jenen Jahren aber als besonders kultiviert sehr geschätzt wurde. Weit vor Benjamino Gigli nahm er den Schluchzer in seine Ausdruckspalette auf. In Donizettis Marino Faliero trat er zusammen mit Giulia Grisi, Antonio Tamburini und Luigi Lablache auf. Als Sänger war Rubini ein früher Vertreter des romantischen Stils eines Donizettis oder Vincenzo Bellinis. Er war ein außergewöhnlicher Belcantointerpret und einer der berühmtesten Sänger Europas zwischen 1820 und 1840. Eine Hommage an Rubini ist die CD des Tenors Juan Diego Flórez: Arias for Rubini (unter Roberto Abbado, Decca: 2007).